# Europese kampioenschappen schaatsen 2005
De Europese kampioenschappen schaatsen 2005 werden van 7 tot 9 januari 2005 gereden in de ijshal Thialf te Heerenveen.
Titelverdedigers waren de Europees kampioenen van 2004 in Heerenveen. In Thialf werden de Duitse Anni Friesinger en de Nederlander Mark Tuitert kampioen.
De Duitse Anni Friesinger en de Nederlander Jochem Uytdehaage werden Europees Kampioen. De nog maar 18-jarige Sven Kramer en 17-jarige Håvard Bøkko maakten hun debuut op een EK.
| Programma                                            | Programma                                               | Programma                              |
| vrijdag 7 januari                                    | zaterdag 8 januari                                      | zondag 9 januari                       |
| ---------------------------------------------------- | ------------------------------------------------------- | -------------------------------------- |
| 500 meter mannen 500 meter vrouwen 5000 meter mannen | 1500 meter vrouwen 1500 meter mannen 3000 meter vrouwen | 5000 meter vrouwen 10.000 meter mannen |

## Mannen

### Afstandmedailles
| Afstand | Goud              | Zilver            | Brons          |
| ------- | ----------------- | ----------------- | -------------- |
| 500m    | Mark Tuitert      | Jochem Uytdehaage | Jan Friesinger |
| 1500m   | Jochem Uytdehaage | Mark Tuitert      | Carl Verheijen |
| 5000m   | Eskil Ervik       | Carl Verheijen    | Sven Kramer    |
| 10.000m | Øystein Grødum    | Sven Kramer       | Carl Verheijen |

### Eindklassement
| Rang   | Schaatser            | Land        | 500m           | 5000m        | 1500m        | 10.000m       | Punten  |
| ------ | -------------------- | ----------- | -------------- | ------------ | ------------ | ------------- | ------- |
| Goud   | Jochem Uytdehaage    | Nederland   | 36,40 (2)      | 6.25,72 (5)  | 1.47,45 (1)  | 13.24,19 (5)  | 150,997 |
| Zilver | Sven Kramer          | Nederland   | 37,12 (10)     | 6.24,28 (3)  | 1.48,23 (4)  | 13.09,65 (2)  | 151,107 |
| Brons  | Carl Verheijen       | Nederland   | 37,18 (12)     | 6.24,27 (2)  | 1.48,20 (3)  | 13.16,30 (3)  | 151,488 |
| 4      | Mark Tuitert         | Nederland   | 36,08 (1)      | 6.28,38 (7)  | 1.47,60 (2)  | 13.39,39 (10) | 151,753 |
| 5      | Eskil Ervik          | Noorwegen   | 37,41 (16)     | 6.23,40 (1)  | 1.48,25 (5)  | 13.20,02 (4)  | 151,834 |
| 6      | Enrico Fabris        | Italië      | 36,71 (5)      | 6.24,58 (4)  | 1.48,53 (6)  | 13.30,67 (6)  | 151,877 |
| 7      | Ivan Skobrev         | Rusland     | 37,17 (11)     | 6.34,83 (11) | 1.49,19 (8)  | 13.36,14 (7)  | 153,856 |
| 8      | Øystein Grødum       | Noorwegen   | 39,13 (28 val) | 6.26,01 (6)  | 1.51,00 (15) | 13.06,81 (1)  | 154,071 |
| 9      | Johan Röjler         | Zweden      | 37,47 (18)     | 6.29,21 (8)  | 1.49,73 (9)  | 13.45,48 (12) | 154,241 |
| 10     | Håvard Bøkko         | Noorwegen   | 37,00 (7)      | 6.38,14 (14) | 1.50,75 (13) | 13.46,08 (14) | 155,034 |
| 11     | Stefan Heythausen    | Duitsland   | 37,05 (8)      | 6.41,20 (15) | 1.50,75 (13) | 13.45,53 (13) | 155,362 |
| 12     | Bart Veldkamp        | België      | 38,18 (24)     | 6.32,68 (10) | 1.51,64 (20) | 13.38,53 (9)  | 155,587 |
| 13     | Paweł Zygmunt        | Polen       | 38,05 (22)     | 6.32,45 (9)  | 1.51,77 (21) | 13.41,93 (11) | 155,647 |
| 14     | Jevgeni Lalenkov     | Rusland     | 36,59 (4)      | 6.47,19 (20) | 1.48,78 (7)  | 14.05,75 (15) | 155,856 |
| 15     | Marco Weber          | Duitsland   | 38,48 (25)     | 6.36,55 (12) | 1.51,47 (19) | 13.37,24 (8)  | 156,153 |
| 16     | Matteo Anesi         | Italië      | 37,28 (13)     | 6.43,71 (18) | 1.49,90 (10) | 14.11,40 (16) | 156,854 |
| NC17   | Jan Friesinger       | Duitsland   | 36,43 (3)      | 6.52,49 (22) | 1.51,00 (15) |               | 114,679 |
| NC18   | Andrej Burljajev     | Rusland     | 37,41 (16)     | 6.44,95 (19) | 1.51,41 (18) |               | 115,041 |
| NC19   | Vesa Rosendahl       | Finland     | 37,08 (9)      | 6.53,55 (25) | 1.50,25 (12) |               | 115,185 |
| NC20   | Sebastian Falk       | Zweden      | 37,84 (19)     | 6.41,56 (16) | 1.51,87 (22) |               | 115,286 |
| NC21   | Stefano Donagrandi   | Italië      | 39,13 (28)     | 6.42,12 (17) | 1.49,95 (11) |               | 115,992 |
| NC22   | Konrad Niedźwiedzki  | Polen       | 37,85 (20)     | 6.53,43 (23) | 1.51,96 (23) |               | 116,513 |
| NC23   | André Vreugdenhil    | België      | 37,38 (14)     | 6.55,05 (26) | 1.53,11 (24) |               | 116,588 |
| NC24   | Jarmo Valtonen       | Finland     | 37,40 (15)     | 7.03,47 (30) | 1.51,24 (17) |               | 116,827 |
| NC25   | Anatoli Krasjeninin  | Rusland     | 39,36 (30)     | 6.37,74 (13) | 1.54,08 (25) |               | 117,160 |
| NC26   | Thomas Falger        | Oostenrijk  | 36,97 (6)      | 7.01,76 (28) | 1.55,36 (30) |               | 117,599 |
| NC27   | Marnix ten Kortenaar | Oostenrijk  | 38,82 (26)     | 6.50,84 (21) | 1.55,29 (29) |               | 118,334 |
| NC28   | Claudiu Grozea       | Roemenië    | 39,61 (31)     | 6.53,52 (24) | 1.54,30 (26) |               | 119,062 |
| NC29   | Miroslav Vtípil      | Tsjechië    | 38,15 (23)     | 7.10,27 (31) | 1.55,22 (28) |               | 119,583 |
| NC30   | Igor Makovetski      | Wit-Rusland | 38,04 (21)     | 7.12,49 (32) | 1.55,07 (27) |               | 119,645 |
| NC31   | Maksim Pedos         | Oekraïne    | 39,07 (27)     | 7.03,03 (29) | 1.56,01 (31) |               | 120,043 |
| NC32   | Ronald Bosker        | Zwitserland | 40.38 (32)     | 6.56,71 (27) | 1.56,11 (32) |               | 120,754 |

## Vrouwen

### Deelname
De vrouwen streden voor de 30e keer om de Europese titel. Ze deden dit voor de zestiende keer in Nederland en voor de veertiende keer in Heerenveen. Vijfentwintig deelneemsters uit twaalf landen namen aan dit kampioenschap deel. Elf landen, Duitsland (4), Nederland (4), Rusland (4), Roemenië (3), Italië (2), Noorwegen (2), Finland (1), Oekraïne (1), Polen (1), Wit-Rusland (1) en Zweden (1), waren ook vertegenwoordigd op het EK in 2004. Oostenrijk (1) in 2004 afwezig, was op dit kampioenschap weer present. Hongarije, Tsjechië en Zwitserland vaardigden dit jaar geen deelneemster af. Zes vrouwen maakten hun EK debuut.
Voor de vierde keer op een EK voor vrouwen stonden er drie landgenoten op het erepodium. In 1971 waren dit drie vrouwen uit de Sovjet-Unie, in 1989 en 1990 namen drie Oost-Duitse vrouwen op het erepodium plaats. Dit jaar drie Duitse vrouwen. Anni Friesinger prolongeerde voor de derde opeenvolgende keer haar titel en werd voor de vijfde keer Europees kampioene, in 2000 behaalde ze deze titel voor de eerste keer. Ze nam voor de zesde keer op het erepodium plaats. Op
plaats twee werd ze geflankeerd door Daniela Anschütz die voor het eerst op het eindpodium plaats nam. Eénmalig Europees kampioene (1998) Claudia Pechstein die voor de achtste keer op het erepodium plaatsnam completeerde het eindpodium van het Europees Kampioenschap.
Het kwartet Nederlandse deelneemsters eindigden in de vier aansluitende posities achter het trio op het erepodium. Debutante Ireen Wüst werd vierde, Renate Groenewold vijfde en de eveneens debutanten Frédérique Ankoné en Moniek Kleinsman eindigden als zesde en zevende.

### Afstandmedailles
De Nederlandse deelneemsters wonnen op dit kampioenschap vier afstandmedailles. Ireen Wüst behaalde bij haar debuut twee afstandmedailles middels brons op de 1500 en zilver op de 3000 meter. Moniek Kleinsman behaalde de bronzen medaille op de 3000 meter. Renate Groenewold won voor het zesde opeenvolgende jaar een afstandmedaille (de vijf voorgaande jaren telkens twee). Dit jaar won ze de zilveren medaille op de 5000 meter.
Nicola Mayr behaalde de bronzen medaille op de 500 meter en daarmee de derde medaille voor Italië, nadat Elena Belci-Dal Farra in 1998 zilver op de 5000 meter en Chiara Simionato in 2001 zilver op de 500 meter won.
De nummers één, twee en drie in het eindklassement wonnen de zeven overige medailles. Europees kampioene Anni Friesinger won vier medailles en bracht haar totaal tot 21 medailles (11-5-5), daarmee liet ze de totaalscore van Andrea Mitscherlich (13-3-1) en Emese Hunyady (7-3-7) met elk zeventien medailles achter zich. Claudia Pechstein won dit jaar één afstandmedaille en bracht haar totaal op dit kampioenschap tot 25 medailles (7-11-7). Alleen Gunda Niemann-Kleemann met vierenveertig afstandmedailles (28-10-6) won er meer. Daniela Anschütz won haar eerste afstandmedaille, zilver op de 500 en 1500 meter.
| Afstand | Goud              | Zilver            | Brons            |
| ------- | ----------------- | ----------------- | ---------------- |
| 500m    | Anni Friesinger   | Daniela Anschütz  | Nicola Mayr      |
| 1500m   | Anni Friesinger   | Daniela Anschütz  | Ireen Wüst       |
| 3000m   | Anni Friesinger   | Ireen Wüst        | Moniek Kleinsman |
| 5000m   | Claudia Pechstein | Renate Groenewold | Anni Friesinger  |

### Eindklassement
Achter de namen staat tussen haakjes bij meervoudige deelname het aantal deelnames
| Rang   | Schaatsster            | Land        | 500m       | 1500m         | 3000m         | 5000m        | Punten  |
| ------ | ---------------------- | ----------- | ---------- | ------------- | ------------- | ------------ | ------- |
| Goud   | Anni Friesinger (7)    | Duitsland   | 39,36 (1)  | 1.57,39 (1)   | 4.08,72 (1)   | 7.05,87 (3)  | 162,530 |
| Zilver | Daniela Anschütz (7)   | Duitsland   | 39,70 (2)  | 1.58,42 (2)   | 4.10,49 (7)   | 7.07,70 (5)  | 163,691 |
| Brons  | Claudia Pechstein (13) | Duitsland   | 40,29 (5)  | 1.59,66 (5)   | 4.09,83 (6)   | 7.02,62 (1)  | 164,076 |
| 4      | Ireen Wüst             | Nederland   | 40,37 (7)  | 1.58,86 (3)   | 4.08,84 (2)   | 7.09,23 (6)  | 164,386 |
| 5      | Renate Groenewold (7)  | Nederland   | 40,72 (12) | 1.59,99 (9)   | 4.09,35 (4)   | 7.05,38 (2)  | 164,812 |
| 6      | Frédérique Ankoné      | Nederland   | 41,15 (15) | 1.59,18 (4)   | 4.09,53 (5)   | 7.07,26 (4)  | 165,190 |
| 7      | Moniek Kleinsman       | Nederland   | 40,68 (11) | 2.00,26 (10)  | 4.08,94 (3)   | 7.10,14 (7)  | 165,270 |
| 8      | Nicola Mayr (6)        | Italië      | 39,95 (3)  | 1.59,89 (7)   | 4.15,07 (9)   | 7.23,46 (12) | 166,770 |
| 9      | Svetlana Vysokova (4)  | Rusland     | 40,50 (9)  | 2.01,82 (12)  | 4.13,61 (8)   | 7.15,84 (8)  | 166,958 |
| 10     | Olga Tarasova (2)      | Rusland     | 40,34 (6)  | 1.59,75 (6)   | 4.17,80 (14)  | 7.23,48 (13) | 167,570 |
| 11     | Katrin Kalex (3)       | Duitsland   | 40,89 (13) | 2.02,06 (14)  | 4.15,84 (11)  | 7.17,22 (10) | 167,938 |
| 12     | Katarzyna Wójcicka (6) | Polen       | 40,63 (10) | 1.59,91 (8)   | 4.15,35 (10)  | 7.29,10 (14) | 168,068 |
| 13     | Maren Haugli           | Noorwegen   | 41,21 (18) | 2.02,02 (13)  | 4.16,79 (12)  | 7.17,00 (9)  | 168,381 |
| 14     | Annette Bjelkevik (5)  | Noorwegen   | 40,07 (4)  | 2.00,66 (11)  | 4.17,71 (13)  | 7.39,68 (15) | 169,209 |
| 15     | Anna Rokita            | Oostenrijk  | 41,43 (19) | 2.03,64 (17)  | 4.19,52 (15)  | 7.18,79 (11) | 169,775 |
| NF4    | Varvara Barysjeva (6)  | Rusland     | 40,40 (8)  | 2.02,11 (15)  | 4.21,54 (19)  | NF           | 124,693 |
| NC17   | Galina Lichatsjova (2) | Rusland     | 40,94 (14) | 2.02,54 (16)  | 4.20,85 (17)  |              | 125,261 |
| NC18   | Sofia Albertsson (2)   | Zweden      | 41,19 (17) | 2.04,04 (18)  | 4.19,79 (16)  |              | 125,834 |
| NC19   | Adelia Marra (2)       | Italië      | 41,68 (21) | 2.05,16 (21)  | 4.21,20 (18)  |              | 126,933 |
| NC20   | Bianca Anghel (3)      | Roemenië    | 41,18 (16) | 2.04,79 (19)  | 4.25,09 (20)  |              | 126,957 |
| NC21   | Olena Miagkikh (6)     | Oekraïne    | 41,59 (20) | 2.06,03 (22)  | 4.29,357 (21) |              | 128,528 |
| NC22   | Daniela Dumitru        | Roemenië    | 42,03 (22) | 2.04,99 (20)  | 4.30,48 (23)  |              | 128,773 |
| NC23   | Daniela Oltean (7)     | Roemenië    | 42,20 (23) | 2.06,89 (23)  | 4.30,32 (22)  |              | 129,549 |
| NC24   | Johanna Mäki-Laine (5) | Finland     | 42,94 (24) | 2.08,51 (24)  | 4.36,23 (24)  |              | 131,814 |
| NC25   | Joelija Jasenok (2)    | Wit-Rusland | 43,46 (25) | 2.010,07 (25) | 4.43,99 (25)  |              | 134,147 |

vet = kampioenschapsrecord
NF = niet gefinisht